# Alansmia smithii
Alansmia smithii är en stensöteväxtart som först beskrevs av A. Rojas, och fick sitt nu gällande namn av Moguel och M. Kessler. Alansmia smithii ingår i släktet Alansmia och familjen Polypodiaceae. Inga underarter finns listade.